# Tratado de Kulja
El Tratado de Kulja (también Kuldja) fue un tratado desigual entre la dinastía Qing de China y el Imperio ruso, firmado en 1851, que abrió Kulja (Huiyuan y luego Ningyuan) y Chuguchak al comercio sino-ruso. Preparado por el primer cónsul ruso en China, Ivan Zakharov, el tratado fue precedido por un avance gradual de Rusia a lo largo del siglo XIX en Kazajistán en competencia directa con los esfuerzos británicos para imponer términos comerciales ventajosos en China.

## Contexto histórico
El comercio transfronterizo se hizo cada vez más importante para Rusia y China en el siglo XIX con los comerciantes rusos que comerciaban ilegalmente en Kulja, en el valle del río Yili, en Xinjiang. En 1803, el zar Alejandro I intentó negociar la apertura de toda la frontera sino-rusa al comercio. Sin embargo, este esfuerzo fracasó cuando el representante del zar se negó a arrojarse a una tableta que representaba al Emperador.
Precedido por un avance gradual de Rusia a lo largo del siglo XVIII en Kazajistán, en competencia directa con los esfuerzos británicos para imponer términos comerciales ventajosos en China, el tratado fue firmado el 25 de julio de 1851 por el general de Ili y su asistente. Bajo sus términos, Kulja (Huiyuan y luego Ningyuan) y Chuguchak (la modernaTacheng) se abrieron al comercio ruso. Sin embargo, el tribunal de Qing negó la solicitud rusa de incluir el comercio en Kashgar.
El tratado también permitió que los comerciantes rusos comerciaran y los cónsules rusos residieran en las ciudades Xinjiang de Yili (Huiyuan antes de 1863 y Ningyuan después de 1882) y Tarbagatai. El comercio ruso con Xinjiang floreció y Alma Ata fue fundada en 1854 para convertirse en un enlace importante en este comercio.
Si bien el tratado legalizó principalmente la práctica continua, también reconoció la creciente presencia rusa en Asia Central. Las defensas de China en esta frontera habían sido descuidadas desde principios del siglo XIX.
El texto oficial del tratado fue escrito en ruso, francés y manchú; El tratado original no tenía una versión oficial china.